# Сам Бълдок
Сам Бълдок (на английски: Sam Baldock) е английски футболист, който играе като нападател.
Сам израства в Стийпъл Клейдън и започва да играе футбол от ранна детска възраст. Той учи в Royal Latin School, Бъкингам.

## Кариера

### МК Донс
Присъединява се към МК Донс като възпитаник на младата школа през юли 2005 и дебютира за представителния отбор на 20 декември, 2005 срещу Колчестър Юнайтед за ЛДВ Ванс Трофи. С отбора на МК Донс печели трофея на Футболната лига и Втора лига през сезон 2007 - 08.

### Уест Хем Юнайтед
През 2011 г. подписва договор с Уест Хем Юнайтед. Дебютира срещу Милуол. Изиграва 25 мача, в които вкарва 5 гола.

### Бристъл Сити
Подписва с Бристъл Сити през 2012 г. Дебютира на 25 август 2012 г. срещу Кардиф Сити, вкарва гол и записва асистенция.

### Брайтън
Брайтън го привлича през 2014 г. за необявена сума. За тях изиграва 81 мача и вкарва 18 гола.

### Рединг
След 4 години в Брайтън, през 2018 г., подписва тригодишен договор с Рединг. От 1 юли 2021 г. е свободен агент.

## Успехи
МК Донс 
- Трофей на Футболната лига: 2007 - 08
- Втора лига: 2007 - 08